# Colette de Jouvenel
Colette Renée de Jouvenel des Ursins, plus connue sous le nom de Colette de Jouvenel, est une journaliste, résistante et féministe française, née le 3 juillet 1913 dans le 16e arrondissement de Paris et morte le 16 septembre 1981 à Créteil.
Elle est la fille de l'écrivaine Colette (qui la surnommait « Bel-Gazou ») et du journaliste et homme politique Henry de Jouvenel.

## Biographie

### Enfance et adolescence
Elle passe son enfance, jusqu'à 9 ans, au château de Castel-Novel, près de Brive-la-Gaillarde en Corrèze, élevée par une nurse anglaise, Miss Draper.
Début 1922, elle revient à Paris où, par la suite,  elle entre pour quelques mois, au lycée Molière, avant d'être placée, en octobre, comme interne, dans un pensionnat de Saint-Germain-en-Laye,
Ses parents divorcent en 1923 et en septembre 1926, elle entre en quatrième au lycée Victor-Duruy de Versailles. En 1927, à 14 ans, elle intègre le collège de filles de la rue du Four à Paris où elle apprend la couture, le secrétariat et la sténographie, avant de passer en apprentissage dans la maison de couture Germaine Patat. Mais elle préfère l'indépendance, vivre dans la nature, nager, danser, dessiner, peindre, écouter de la musique ou fumer en cachette.
À 18 ans, elle cherche sa voie et s'exerce à diverses activités. C'est ainsi qu'elle va entrer dans le monde du cinéma.

### Le cinéma et la décoration
En juillet 1931, elle débute comme assistante de la réalisatrice Solange Bussi pour le film La Vagabonde. Puis Yves Mirande lui propose d'intégrer la Paramount. Mais la société ne veut à aucun prix d'une assistante femme… Colette de Jouvenel devient finalement assistante de réalisation pour des films scénarisés par sa mère : Lac aux dames de Marc Allégret (sorti en 1934), puis Divine de Max Ophüls. En mai 1935, elle part pour Conakry, via l'Algérie et la Côte d'Ivoire, pour connaître la vie des planteurs. 
Le 11 août 1935 (à 22 ans), elle épouse un médecin de 32 ans, Camille Dausse, qu'elle quitte deux mois plus tard et dont elle divorcera en juillet 1936. Ce choc sera suivi d'un second, celui de la mort de son père en octobre de la même année. Et jusqu'en 1939, elle sera décoratrice d'intérieur. 

### Résistante pendant l'Occupation
La Seconde Guerre mondiale éclate et en juin 1940, Colette de Jouvenel part s'installer en Corrèze, dans le château de Saint-Hilaire de Curemonte, autre château de famille. Elle se rapproche très vite des antifascistes, dont les Videau, couple d'instituteurs, et de Berthe Vayssié, qui tient le café-bar-épicerie du village. Elle commence par mettre en place un circuit de ravitaillement efficace, puis participe de plus en plus à des activités de résistance. Elle se met au service de l'Œuvre de secours aux enfants par l’intermédiaire de sa belle-sœur ; il s’agit de mettre à l’abri des enfants dont les parents ont été arrêtés ou déportés. En 1943, elle fréquente André Malraux, et sa compagne Josette Clotis, Emmanuel Berl et sa femme Mireille, chanteuse qui ne peut plus travailler, parce qu'elle est juive. Elle est chargée de missions précises dans les rangs de l’opposition active au STO, et au côté des Corréziens, elle s’implique dans l’OSE, Organisation de Secours aux Enfants (principalement juifs), ou dans l'aide aux résistants, réfugiés ou pourchassés.
En août 1944, elle se rend à Oradour-sur-Glane, le village martyrisé deux mois plus tôt, et ce qu'elle y voit ne cessera de la hanter. Au début d'octobre 1944, elle est nommée présidente du comité social et sanitaire de Brive, et, en janvier 1945, désignée comme adjointe au maire de Curemonte.

### Après la Guerre

#### Le journalisme
Devenue gaulliste, la guerre lui a donné l'envie d'écrire et de témoigner sur ses ravages. En novembre 1944, son premier article paraît dans Femmes françaises, sous le titre « travail urgent ; travail social ». Juliette Jonvaux, directrice du journal clandestin Fraternité (né sous l'Occupation), lui propose une place au sein de la rédaction. Ses articles vont faire grand bruit, dont celui du 20 avril 1945 qui évoque le choc de l'arrivée à la gare de Lyon des survivantes de Ravensbrück.
Profondément marquée par ce qu'elle a vu et entendu, Colette de Jouvenel décide de partir en Allemagne et — pendant trois semaines — photographie, note les témoignages, dans le but de rendre compte de la barbarie nazie. Son reportage Été allemand, paraît dans Fraternité en plusieurs livraisons (au cours de l'été 1945). Le reportage paraît sans les photographies associées, la direction de publication craignant, en effet, un trop gros choc des images sur ses lecteurs. Ses articles interpelleront pourtant plusieurs d'entre eux, dont Louis Aragon. Elle est désormais reconnue comme une journaliste de talent et le public ne la voit plus comme uniquement « la fille de… ».

#### Le féminisme
Colette de Jouvenel, dès octobre 1945, va utiliser sa plume dans Fraternité pour défendre l'égalité des sexes, réclamer un statut plus juste pour les femmes, ainsi que la promotion des femmes à des postes de haute responsabilité. Elle rend également compte, toujours dans Fraternité, des débats du premier Congrès international des femmes qui se déroule à Paris, du 25 novembre au 1er décembre 1945, à la Maison de la Mutualité.
En 1948, elle reprend son travail de décoratrice et ouvre un magasin d'antiquités, rue de Verneuil. Ce qui ne l'empêche pas de voyager, notamment avec  l'actrice-réalisatrice et résisante Nicole Stéphane, à Cuba.

### Après la mort de sa mère
À la mort de Colette en août 1954, Colette de Jouvenel découvre que sa mère a laissé un testament qui la désavantage considérablement par rapport à Maurice Goudeket (le troisième et dernier mari de Colette), qui héritera, entre autres, de l'appartement de Colette au 9, rue de Beaujolais. 
Par l'intermédiaire d'André Malraux, Colette de Jouvenel obtient que la petite place située devant la Comédie-Française soit nommée place Colette, laquelle sera inaugurée le 21 mars 1966. Elle lance aussi l'idée de créer les Cahiers Colette, dont le premier numéro (édité par la Société des Amis de Colette) est publié en 1977.
À la mort de son beau-père, la même année (en janvier 1977), elle espère pouvoir enfin récupérer l'appartement de sa mère, pour en faire le musée qu'elle souhaite lui dédier. Mais elle meurt le 16 septembre 1981, sans avoir pu y parvenir.

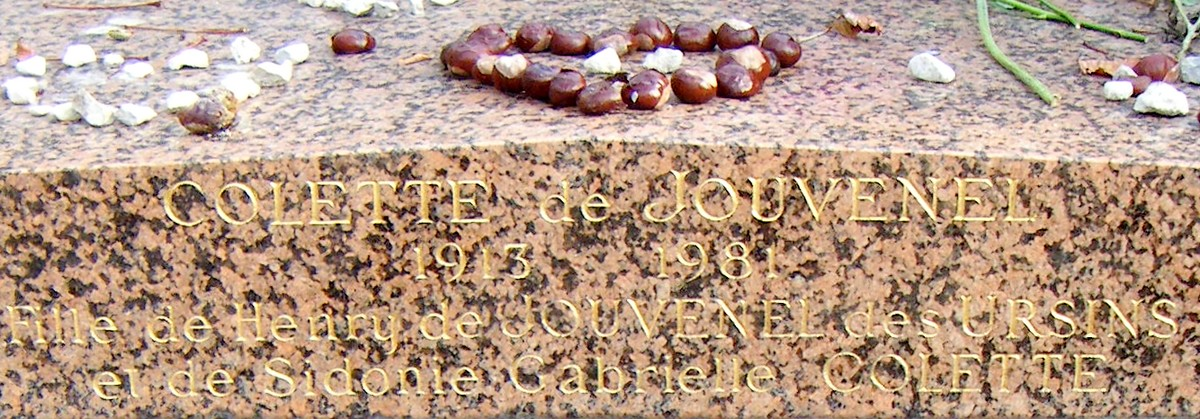
Tombe de Colette de Jouvenel au Père-Lachaise (inscriptions).

Lors d'une interview réalisée vers la fin de sa vie, à la question « qu'est-ce que cela a représenté, pour vous, d'avoir une mère si célèbre ? », Colette de Jouvenel répondra simplement : « il faut toute une vie pour s'en remettre. »
Elle est inhumée à Paris, au cimetière du Père-Lachaise (division 4), aux côtés de sa mère.

### Postérité
La nièce de Colette de Jouvenel, Anne de Jouvenel, fera paraître en 2004, Colette : Lettres à sa fille - 1916-1953, à l'occasion du cinquantenaire de la mort de Colette (l'écrivaine).